# Pamiętnik z Kisangani
Pamiętnik z Kisangani (ang. Kisangani Diary, fr. Loin du Rwanda) – austriacko-francuski autorski film dokumentalny z 1998 roku w reżyserii Huberta Saupera.

## Fabuła
Obraz opowiada o konsekwencjach ludobójstwa w Rwandzie w 1994 roku. Ukazuje losy 80 tysięcy uciekinierów z plemienia Hutu, którzy - ratując życie przed barbarzyństwem Tutsi - przedostali się do sąsiedniego Zairu, przeistaczającego się właśnie w Demokratyczną Republikę Konga. Hubert Sauper towarzyszył w marcu 1997 roku misji ONZ, która zainteresowała się losem imigrantów żyjących od kilku już lat w prowizorycznych obozach ciągnących się wzdłuż linii kolejowej w okolicach miasta Kisangani. Niestety, pomimo tego, że uciekali oni przed ludobójstwem, większość z nich była nadal dziesiątkowana przez głód, choroby oraz masakry przeprowadzane przez lokalne armie.

## Nagrody i nominacje
Film zdobył liczne nagrody i wyróżnienia, w tym m.in. Grand Prix na MFF Cinéma du Réel, Nagrodę Specjalną Jury na MFF w Karlowych Warach oraz nagrodę Don Kichota na Krakowskim Festiwalu Filmowym.